# Ігри на спеціальній дошці

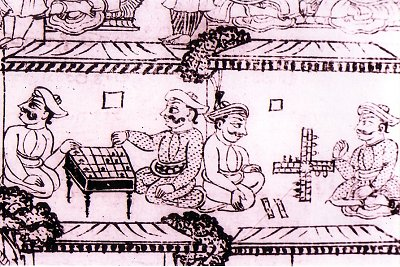
Чоловіки грають в ігри на спеціальних дошках, з манускрипту «Сугандгіка Паріная» (1821 рік)

Гра на спеціальній дошці — це один із типів настільних ігор, у яких потрібно пересувати фішки або фігури на попередньо розграфленій поверхні чи «дошці», відповідно до спеціальних правил.
Гра може відбуватися згідно зі стратегічними розрахунками або випадковим чином (наприклад, коли хід визначають киданням гральних кубиків). Багато ігор поєднують у собі обидва варіанти. Зазвичай, у гравців є певна кінцева мета. Спочатку настільні ігри являли собою битву між двома арміями, однак в більшості сучасних настільних ігор задля перемоги потрібно здобути більше фішок, виграшну позицію або набрати більше очок (часто у формі внутрішньої валюти).
Є багато різновидів ігор на спеціальній дошці. Деякі з них імітують реальні життєві ситуації. Одні різновиди мають конкретну тему і сюжет (наприклад, Cluedo), інші ж не мають ні того, ні іншого (наприклад, шашки). Правила можуть варіюватися від примітивних (наприклад, Хрестики-нулики) до надзвичайно складних, які містять детальний опис цілого ігрового всесвіту. Наприклад, Підземелля та Дракони. Хоча ця гра належить до рольових ігор і дошка має другорядне значення і потрібна тільки для візуалізації сценарію.
На опанування правил гри для різних ігор потрібна різна кількість часу.  Вона не обов'язково співвідноситься з кількістю або складністю правил. Деякі складні стратегічні ігри, такі як шахи або Ґо, керуються відносно простим набором правил.

## Стародавні ігри на спеціальній дошці

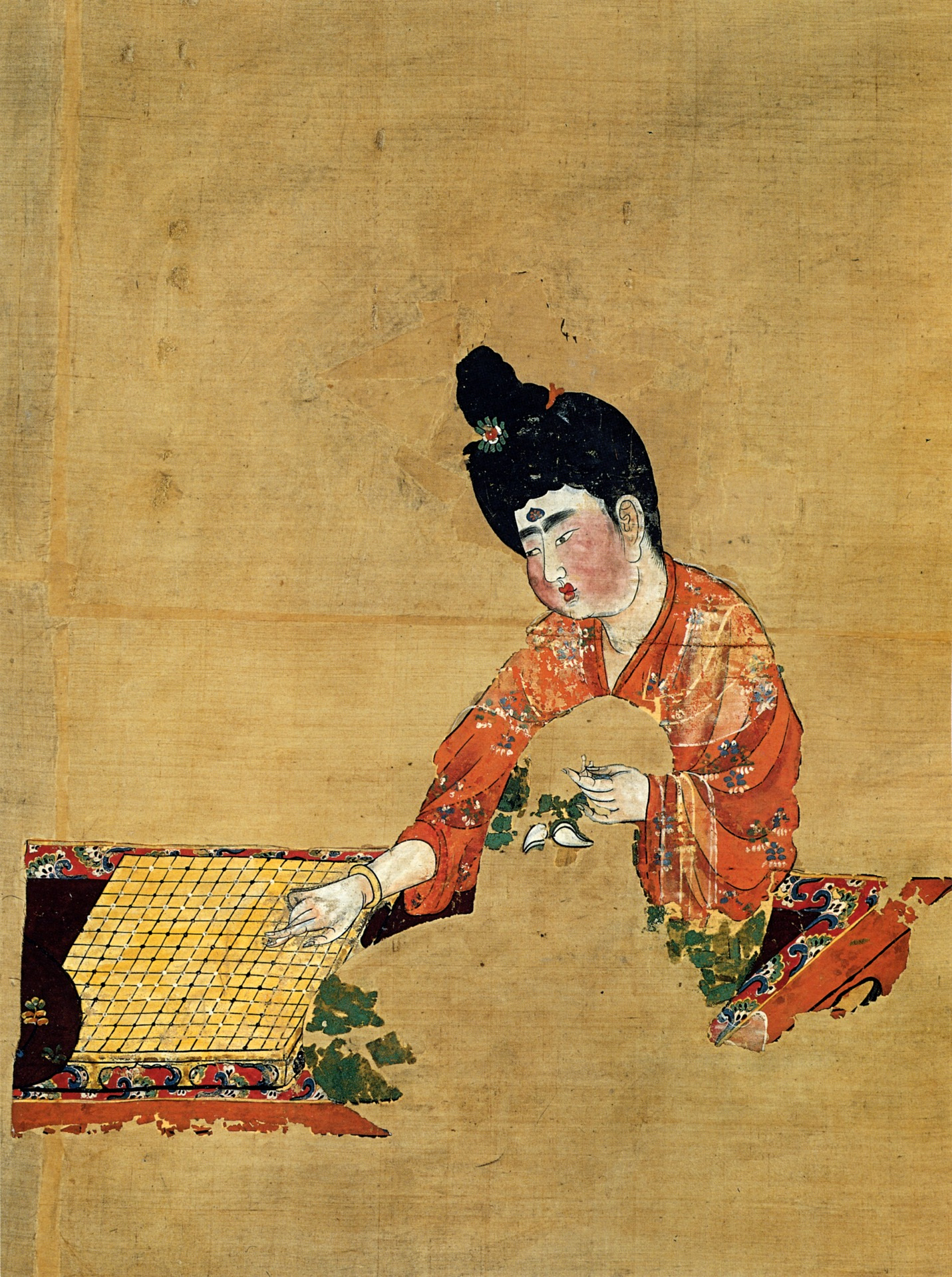
Жінка грає в Ґо, Цвинтар в Астані, Турфан (бл. 744 року)

Ігри на спеціальній дошці існують у різних культурах та спільнотах вже не одне тисячоліття. Низка важливих археологічних досліджень артефактів та документів пролила світло на історію давніх ігор на спеціальній дошці. Серед найважливіших:
- Ігри у Джірофтській культурі.
- Сенет — гра, знайдена в похованнях додинастичного Єгипту та Єгипту часів Першої династії, бл. 3500 до н. е. і 3100 до н. е. відповідно[2]. Найдавніше з відомих зображень гри в Сенет, було знайдене в гробниці Меркнера (бл. 3300 – 2700 до н.е.)[3][4].
- Мехен — ще одна стародавня настільна гра з додинастичного Єгипту.
- Ґо — давня настільна гра, що походить із Китаю.
- Патоллі — настільна гра родом із Центральної Америки — улюблена розвага стародавніх ацтеків.
- Королівська гра з Ур — знайдена в королівських гробницях міста Ур.
- Список ігор Будди — найдавніший із відомих списків настільних ігор.
- Пачисі та Чаупар — давні ігри на спеціальній дошці з Індії.

## Хронологія

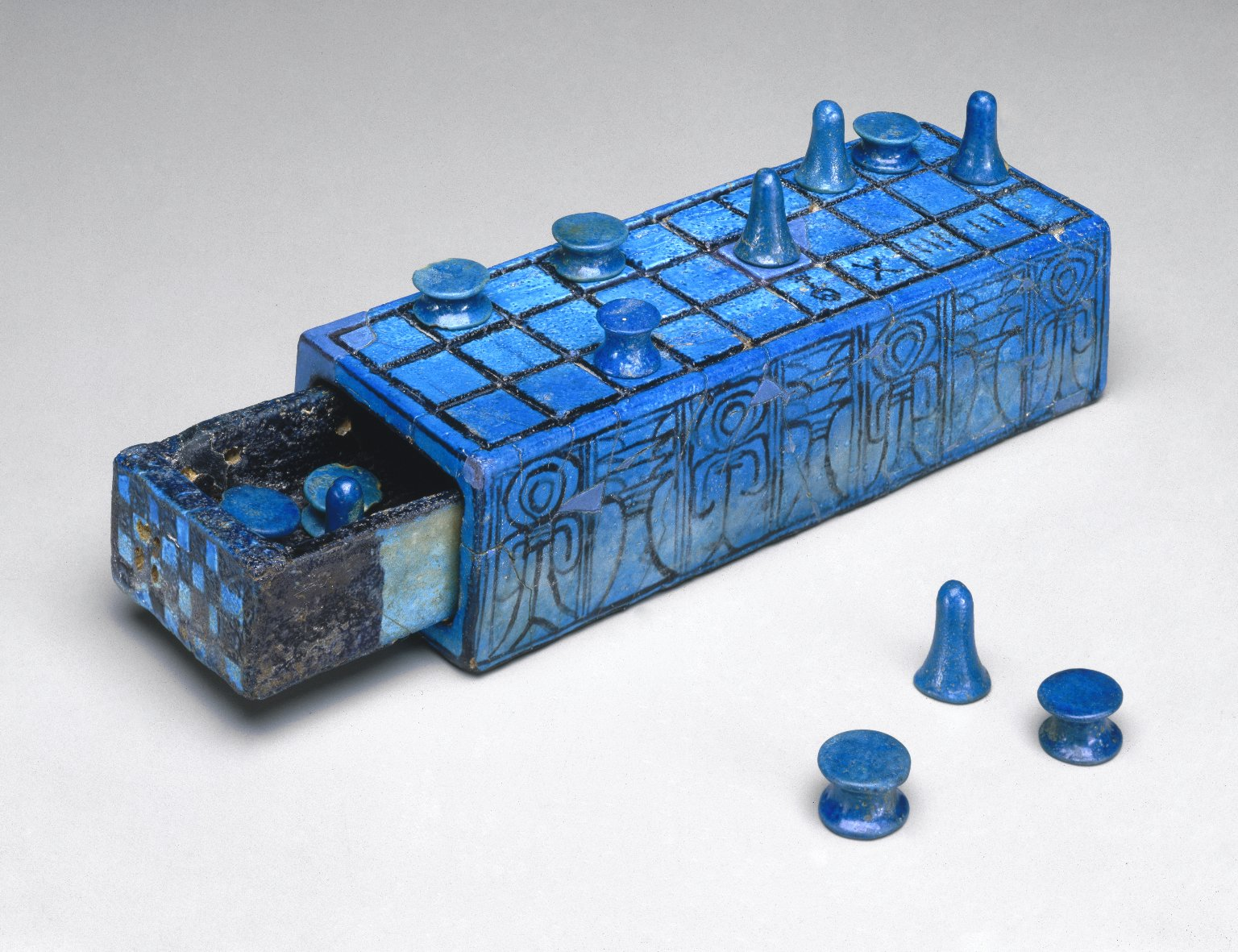
Сенет

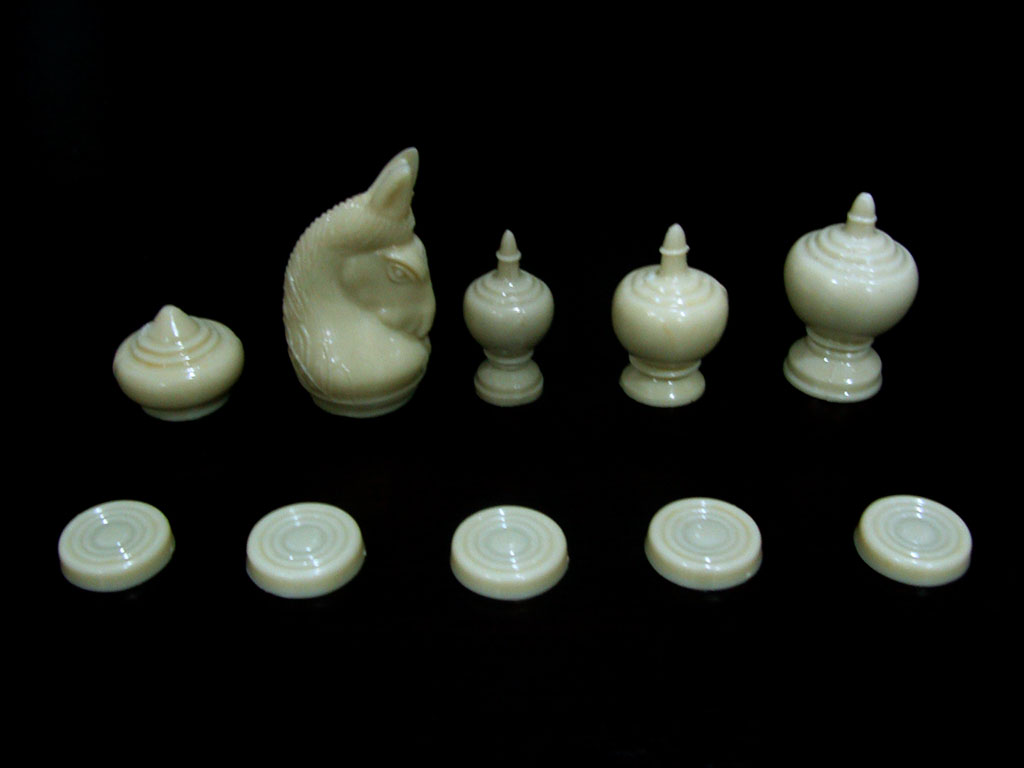
Набір фігур для гри в макрук

- бл. 3100 до н.е: у додинастичному Єгипті грають у Сенет, про що свідчить наявність пристосувань для неї у стародавніх похованнях,[2] а також фреска в гробниці Меркнера.[4]
- бл. 3000 до н.е: у додинастичному Єгипті грають у Мехен фішками у формі лева, зробленими з мармуру.
- бл. 3000 до н.е: набір для стародавніх нардів знайдено в Шахрі-Сухте (Іран).[5][6]
- бл. 2560 до н.е: дошка для Королівської гри Ура.
- бл. 2500 до н.е: зображення Сенет у гробниці Рашепес.[7]
- бл. 1500 до н.е: малюнок гри на спеціальній дошці в Кноссі.[8]
- бл. 500 до н.е: у Списку ігор Будди йдеться про ігри на спеціальних дошках із 8 або 10 рядками.
- бл. 500 до н.е: перша згадка про Пачісі в Махабхараті.
- бл. 400 до н.е: дві багато прикрашені дошки для гри Любо з королівської гробниці Держави Чжуншань у Китаї.[9]
- бл. 400 до н.е: найперша письмова згадка про Ґо (Weiqi) в історичному літописі Цзо Чжуань; Ґо згадується в літературному збірнику Конфуція (бл. 5-го століття до н.е.)[10].
- 116 – 27 до н.е:Lingua Latina X (II, par. 20) Марка Теренція Варрона містить найпершу з відомих згадок про Латрункулі[11] (часто плутають з Людус дуодецим скрипторум (гра Овідія, згадано нижче).
- 1 р. до н.е. – 8 н.е: Арс Аматорія Овідія містить найпершу з відомих згадок про Людус дуодецим скрипторум.
- 1 р. до н.е. – 8 н.е: римська гра королів, про яку мало що відомо, є приблизною сучасницею Латрункулі.
- бл. 43 н.е: «Гра Стенвей» похована разом з Друїдом із Колчестера.[12]
- бл. 200 н.е: кам'яна дошка з розміткою 17×17 для гри в Ґо з могили в окрузі Ванду в Хебеї (Китай)[13]
- бл. 220–265 н. е.: модифікація Чаупар з'являється в Китаї під назвою «t'shu—p'u» у часи династії Вей.[14]
- бл. 400 року: у Північній Європі грають в тафл[15]

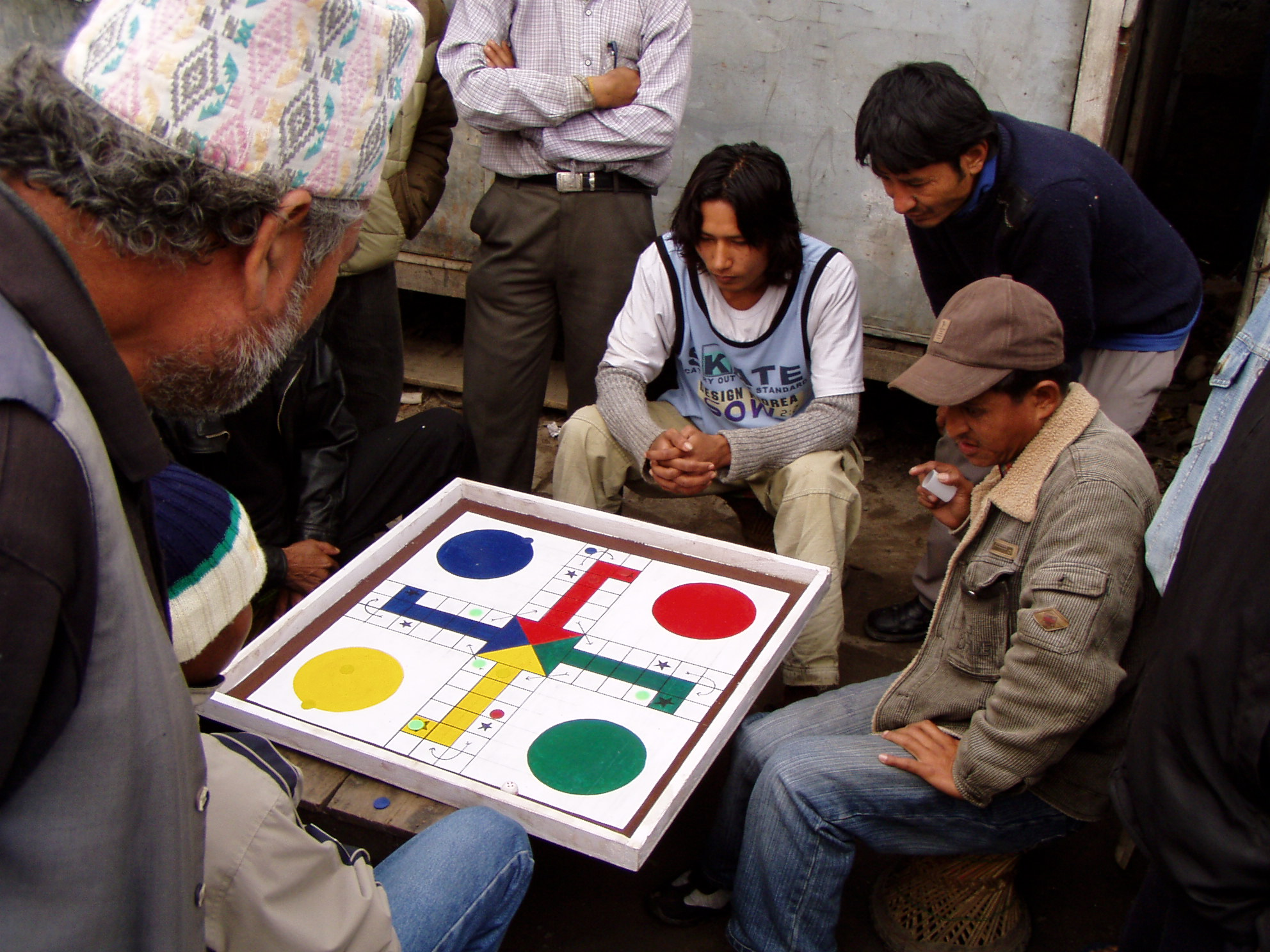
Гра в один із варіантів Пачісі на дошці для Людо, Непал

- бл. 600: найперші згадки про Чатуранґу (попередницю шахів), написано Банабгатою в Субандгу.[джерело?]
- бл. 600: найперша згадка про Шатрандж в Karnamak-i-Artakhshatr-i-Papakan.[джерело?]
- бл. 700: дата найдавнішої згадки про ігри Манкала, знайдені в Матала та Єга.
- бл. 1100: Збереглися рельєфи у Ангкор-Ваті (Кхмерської імперії) датовані XII ст., що зображують гру макрук, одну з найдавніших версій шахів.
- бл. 800–900: найперша згадка про Кіркатабо Алькерке в Кітаб ал-Аган («Книга пісень») Абу ль-Фарадж аль-Ісфагані.
- бл. 1283: Альфонс X (король Кастилії) в Іспанії замовив Libro de ajedrez, dados, y tablas (Libro de los juegos). Переведено на кастильську з Арабської та додано ілюстрації заради вдосконалення роботи.[16][17]
- 1759: Джон Джефріс опублікував «Подорож Європою», найпершу гру на спеціальній дошці, автор якої відомий.
- бл. 1930: Монополія закріплюється у версії, яка популярна дотепер.
- 1931: перша комерційна версія «Морського бою» опублікована під назвою «Сальво».
- 1938: Альфред Баттс публікує першу версію Скрабла під назвою "Criss-Crosswords".
- 1957: видано гру «Ризик».
- 1958: Avalon Hill[en] публікує гру «Тактика II».
- 1961: опубліковано D-Day та «Чанселорсвілле» — перші комерційні воєнні ігри, у яких використовувалася гексагональна ігрова мапа.
- 1970: Мордехай Мейровіц розробив Mastermind
- бл. 1980: Настільні ігри в німецькому стилі починають розвиватися як окремий жанр.
- 1995: «Поселенці Катан» була вперше опублікована в Німеччині.
- 1996: Боббі Фішер публічно заявив про винайдення ним шахів 960.

Багато настільних ігор тепер доступні у формі відеоігор. При цьому комп'ютер (ПК) може бути одним з кількох гравців або єдиним супротивником. У більшість настільних ігор можна грати онлайн проти комп'ютера та/або інших гравців. Деякі сайти дають змогу грати онлайн в режимі реального часу та одразу ж відображають ходи та дії опонентів, інші ж використовують електронну пошту, щоб повідомляти гравців про кожен наступний хід. Наявність інтернету та дешевого домашнього друку також вплинула на ігри на спеціальній дошці. Тепер їх можна придбати та роздрукувати за формулою «роздрукуй та грай». Деякі ігри використовують зовнішні носії, на кшталт аудіокасет (у минулому) або DVD (як супровід до гри). Близько 2000 року індустрія ігор на дошках почала зростати завдяки таким компаніям, як Fantasy Flight Games, Z-Man Games та Indie Boards and Cards; вони буквально штампують нові ігри, кількість прихильників яких продовжує зростати по всьому світу.